# Duchovní hudba
Pojem duchovní, náboženská nebo též chrámová hudba označuje druh hudby, která se – na rozdíl od světské hudby – provozuje při religiozních příležitostech nebo je komponována resp. prováděna pro duchovní účely či pod duchovním vlivem. V křesťanství je to zejména chrámová hudba, či liturgická hudba.
V křesťanství, hinduismu a buddhismu je hudba a společný zpěv náboženského obsahu prostředkem k dosažení pocitu sounáležitosti s božstvím. Hudba zde slouží jako slavnostní doprovod duchovního obřadu.
Další druh duchovní hudby může představovat ezoterická hudba určená pro zklidnění ducha, duši člověka.

## Historie

### Judaismus
Židovský liturgický zpěv provozovali speciálně školení synagogální pěvci – chazani. Tento zvláštní zpěv se stal základem pozdějšího křesťanského chrámového zpěvu.

### Křesťanství
V křesťanství byla hudba, respektive zpěv spojen s liturgickým obřadem již od samého počátku. První křesťanské liturgie vycházející ze židovské tradice synagogálních kantorů byly provozovány pouze formou zpěvu, z něhož se později vyvinul gregoriánský chorál, jednohlasý liturgický zpěv v latině, kodifikovaný papežem Řehořem I. a Vitalianem na přelomu 6. a 7. století. Později v mešní liturgii přibývaly další hlasy a nástroje.
V českých zemích směli při mších zpívat pouze chlapci. Dívky směly zpívat pouze při obřadech a to až do roku 1800.

### Islám
Také muslimská duchovní hudba vychází ze židovské tradice, kdy přední zpěvák – muezzin – svolává věřící z vysokých věží – minaretů v blízkosti mešity.

## Hudba praktikovaná
Hudba praktikovaná je převážně skupinovou, tzn. liturgickou záležitostí, i když individuální praktika jsou neméně významná a přínosná. Hudba praktikovaná má harmonizační a sjednocující vliv jednak přítomných dohromady a pak přítomných s veličinami, na které je upřena jejich pozornost. U křesťanů Bůh, v islámu Alláh. Na druhou stranu je tato hudba jak odrazem vnitřního stavu věřících, tak zpětně působí na zúčastněné. Celý princip je funkční i naopak, kdy stav věřících se okamžitě projeví a je zpětnou vazbou k uvědomění si původu vlastního rozladění a cestou k opětovnému naladění. Nakonec je ještě princip ladění, kdy disharmonie jsou jakoby cestou, která vede k naladění a je jakoby nutnou složkou ke konečnému vyladění. To je ale však spíše v dynamicky hudebně praktikujících skupinách zaměřených více na ladění k Bohu a méně na prezentativní výsledek. V křesťanství známe pod označením duchovní hudba především sborové zpěvy jako gregoriánský chorál, varhanní skladby, nebo případně i lidové a současné písně o spirituálních prožitcích, nebo tužbách.
Pro zajímavost je v islámu tolerován náboženský směr sufijců, již používali tanec, známé víření dervišů kolem vlastní osy a hudbu na duchovní cestě, ačkoli to nemá s učením islámu souvislost. Ačkoli se dnes občas spojuje duchovní hudba se světskou reprodukcí, kdy hudba vytvořená v duchovním prožitku je reprodukována spíše technicky, dle notového zápisu, je stále součástí duchovních prožitků a ducha povznáší. Negativní dopad na duchovní hudbu mělo zavedení temperovaného ladění u varhan a upouštění od společného zpěvu v klášterech společně se snahou o čistotu tónu na úkor spontánnosti a vnitřního spirituálního prožitku. Na východě pak komercionalizace a turistická atraktivnost.
Naproti tomu se objevuje mnoho nových proudů hry na indické nástroje, mísy, zpěvu manter, alikvotů, bubnování ale i lidových píšťalek a fujar, které používají hudbu jako cestu k Bohu a své čisté prapodstatě.
U domorodých náboženství je náboženská hudba prostředkem k navázání spojení s božstvy. Toho má být dosaženo prostřednictvím zpěvu a rituálních tanců a magických zaklínadel.

## Hudba reprodukovaná
Hudba reprodukovaná pro použití při individuální či skupinové duchovní činnosti, jako zvuková kulisa pro zklidnění a harmonizaci jedince i prostředí, nebo např. k meditaci. Je známo i použití ambientu, kdy sotva slyšitelné pouštění určité harmonizační hudby má vliv na psychiku a svěžest přítomných, např. na pracovišti, kde je značné duševní vypětí.